# Paculla mului
Paculla mului is een spinnensoort in de taxonomische indeling van de Tetrablemmidae.
Het dier behoort tot het geslacht Paculla. De wetenschappelijke naam van de soort werd voor het eerst geldig gepubliceerd in 1981 door Bourne.